# Falki biortogonalne

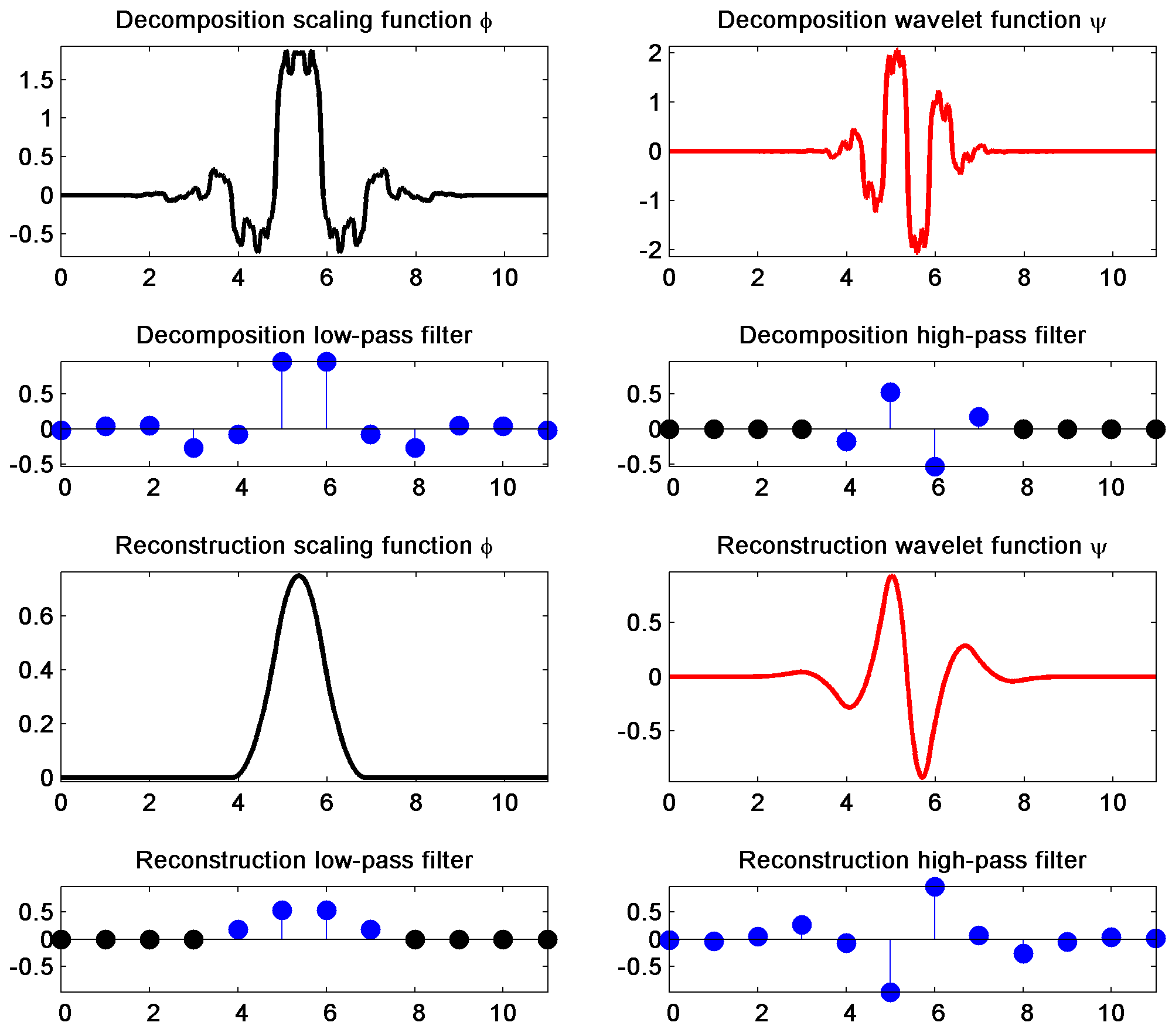
Falka biortogonalna 3.5

Falki biortogonalne – falki stworzone jako rozwiązanie problemu uzyskiwania nieliniowego przesunięcia fazowego.
W tej metodzie wykorzystywane są dwa niezależne filtry: dolnoprzepustowy filtr analizy (oznaczany umownie jako H) oraz filtr syntezy (H’). Umożliwia to uzyskanie liniowego przesunięcia fazowego oraz symetrii – odbywa się to jednak kosztem rezygnacji z ortogonalności na rzecz tzw. biortogonalności.
W praktyce oznacza to, że czynności dekompozycji i syntezy sygnału odbywają się w bazach wzajemnie nieortogonalnych, ale w obrębie jednej z tych baz pary falek są ortogonalne. Tak więc korzysta się z par falek, z których jedna jest używana w dekompozycji, a druga w syntezie.

## Literatura
- W. Batko, M. Ziółko, Zastosowanie teorii falek w diagnostyce technicznej
- Piotr Augustyniak, Transformacje falkowe w zastosowaniach elektrodiagnostycznych